# كريستوف غويو
كريستوف غويو (بالفرنسية: Christophe Guyot)‏ هو متسابق دراجات نارية فرنسي، ولد في 13 يوليو 1962 في مارسيليا في فرنسا.

## وصلات خارجية
- كريستوف غويو على موقع WorldSBK.com (الإنجليزية)

- الموقع الرسمي